# 盧奇卡 (捷爾諾波爾區)
49°24′46″N 25°36′4″E / 49.41278°N 25.60111°E

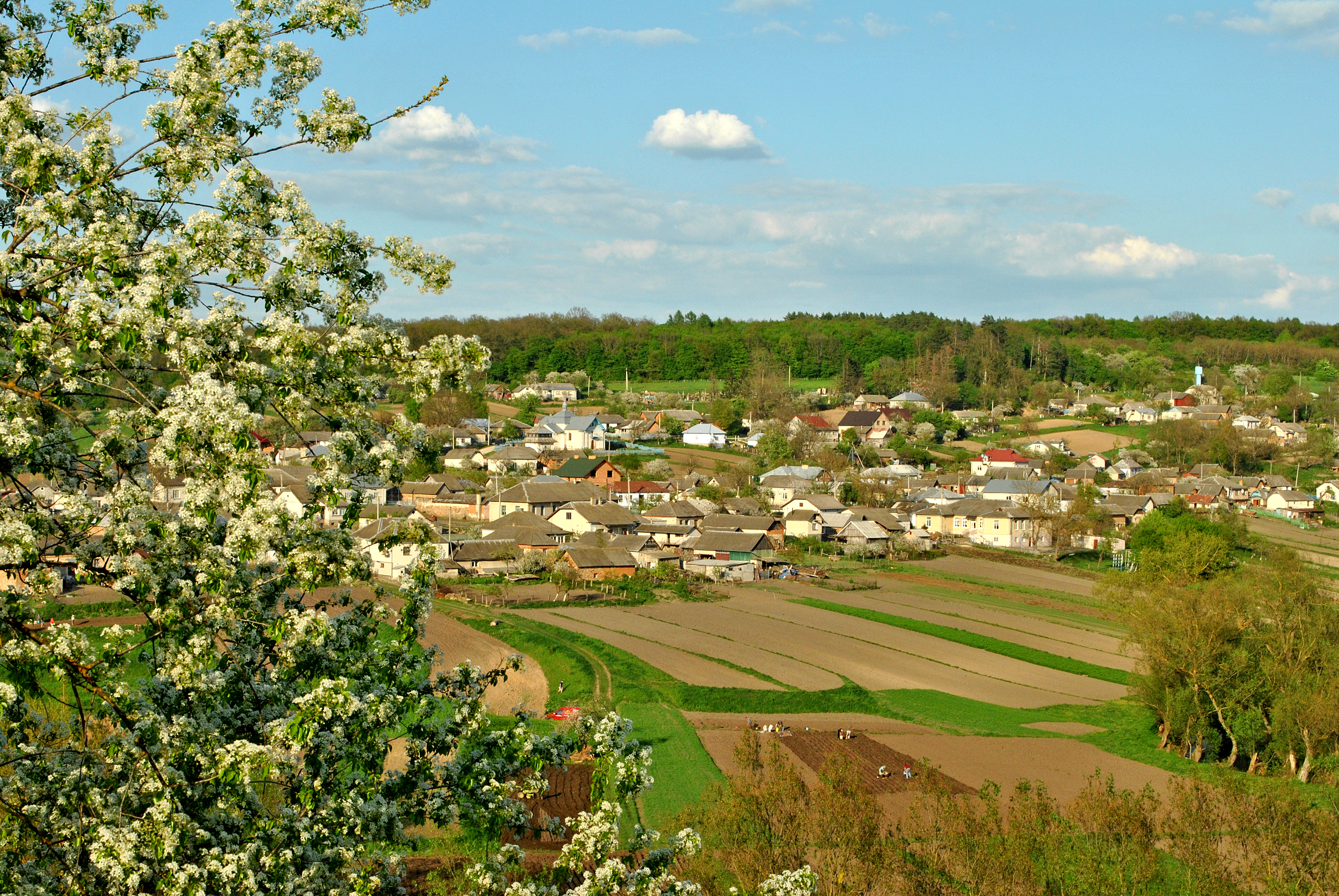

盧奇卡（烏克蘭語：Лучка），是烏克蘭的村落，位於該國西部捷爾諾波爾州，由捷爾諾波爾區負責管轄，處於塞雷特河畔，面積1.98平方公里，2001年人口807。